# I. Kilidzs Arszlán rúmi szultán
I. Dávúd Kilidzs Arszlán (eredetiben داود قلج أرسلان – Dāwūd Qiliğ Arslān, modern törökül Kiliç Arslan; 1079 – 1107 júniusa) az Ikóniumi Szultánság (Rüm) uralkodója (uralkodott 1092-től haláláig), I. Szulejmán fia volt.
Apja, I. Suleiman ibn Kutalmiş szultán halála után Malik Sah szeldzsuk szultán udvarában szigorúan őrzött túszként tartották, ahonnan  csak a szultán halálakor, 1092-ben szabadult ki.
Ezt követően Nikaiába (ma İznik) vonult, ahol meggyilkolta nagybátyját, Saka szmirnai emírt. Ezzel stabilizálta szultáni uralmát a birodalomban.
Amikor Remete Péter és Walter Sans-Avoir keresztes hadai Nikaiát elérték, Kilidzs Arszlán fáradhatatlanul küzdve, s a város polgáraival összefogva visszafoglalta a várost. Mintegy 20.000 keresztes harcos pusztult el a küzdelemben, a megmaradtakat pedig rabszolgaként adták el. Ennek a váratlan és könnyű győzelemnek a hatására a keresztesek – fő haderejük későbbi Kis-Ázsiába érkezéséig – jelentősebb veszélyeztetést nem jelentettek a szeldzsuk birodalomra.
Ezért I. Kilidzs Arszlán a kelet-anatóliai Dánismandidák birodalmára csapott le, ahol Dánismand Gází volt hatalmon. Mivel Kildzs Arszlán keleten volt elfoglalva, az első keresztes háború megérkező fő hadereje 1097 májusában megostromolta Nikaiát. Ekkor visszasietett a fővároshoz, azonban a keresztes lovagok észrevéve ezt, bekerítették csapatait és a következő, május 21-i csatában le is győzték. Ezért a város és környéke visszakerült a Bizánci Birodalomhoz. A csatavesztés következményeként a szultán felesége és gyermekei fogolyként Konstantinápolyba kerültek.
Mivel a keresztes hadak Anatóliában tovább folytatták előrenyomulásukat, I. Kilidzs Arszlán június 29-én Dorülaionnál kelepcébe csalta őket. Mivel azonban íjászainak erőteljes csapásaival sem tudta áttörni a keresztesek védelmi vonalait, Tarantói Bohemund vezetésével a keresztes lovagok egy csoportjának július 1-jén sikerült a törökök táborát elfoglalnia (dorylaeumi csata, 1097). A szultán visszavonult és a kereszteseket tovább nem zaklatta. Megelégedett csupán azzal, hogy a keresztesek vonulási útjai mentén a termést és a vízvételezési lehetőségeket megsemmisítette, tönkretette.
1101-ben egy újabb keresztes haderővel sikeresen csapott össze Ereginél (Hérakleia/Konya). A törököknek ez a fontos győzelme végleg megsemmisítette a keresztes csapatok legyőzhetetlenségéről szóló mítoszt. Ezen nagy győzelmet követően helyezte át a fővárost Konya városába (Ikonion). 1104-ben Kilidzs Arszlán visszatért a Dánismandidákkal folytatott korábbi  háborúskodáshoz, amely Dánismand közbejött halála miatt nem volt könnyű eset.
1107-ben Kilidzs Arszlán meghódította Moszult, azonban a Radván aleppói emírrel és Muhammad Tapar nagyszeldzsuk szultánnal folytatott harcokban vereséget szenvedett. A haderő birodalomba történő visszavonulása során I. Kilidzs Arszlán a Hábúr folyóba fulladt.